# Tristaniopsis collina
Tristaniopsis collina là một loài thực vật có hoa trong Họ Đào kim nương. Loài này được Peter G.Wilson & J.T.Waterh. miêu tả khoa học đầu tiên năm 1982.